# Arantāngi
Arantāngi är en ort i Indien.   Den ligger i distriktet Pudukkottai och delstaten Tamil Nadu, i den södra delen av landet, 2 100 km söder om huvudstaden New Delhi. Arantāngi ligger 53 meter över havet och antalet invånare är 35 621.
Terrängen runt Arantāngi är mycket platt. Runt Arantāngi är det tätbefolkat, med 383 invånare per kvadratkilometer. Arantāngi är det största samhället i trakten. Omgivningarna runt Arantāngi är en mosaik av jordbruksmark och naturlig växtlighet.